# Gold Digger
Gold Digger is een nummer van de Amerikaanse rappers Kanye West en Jamie Foxx. West schreef het nummer samen met Renald Richard en door het gebruik van een sample kreeg ook Ray Charles schrijverscredits. West nam samen met Jon Brion de productie voor zijn rekening. In juli 2005 werd het uitgebracht als tweede single van het tweede album van West, Late Registration.

## Achtergrond
In het nummer wordt een sample gebruikt van I Got a Woman van Ray Charles. Hierin zingt Charles over het tegenovergestelde van een 'gold digger'. In plaats van een vrouw die alles inzet om te krijgen wat ze wil, gaat het in dat nummer over een vrouw die erg aardig en ondersteunend is voor haar man. Jamie Foxx speelde de rol van Ray Charles in 2004 in de film Ray.

## Hitnoteringen en prijzen
Gold Digger bereikte de eerste plek van de Billboard Hot 100, de meest prestigieuze Amerikaanse hitlijst. Hier stond het tien weken lang. Ook in Australië en Nieuw-Zeeland stond het op de eerste plek. In de UK Singles Chart kwam het tot de tweede plek. In de Nederlandse Top 40 stond het negen weken met een twintigste plaats als hoogste notering.
Tijdens de Grammy Awards van 2006 won Kanye West met Gold Digger de prijs voor Best Rap Solo Performance. Het nummer was ook genomineerd voor Record of the Year, maar in deze categorie won Boulevard of Broken Dreams van Green Day de prijs.

### Nederlandse Top 40
| Hitnotering: 29-10-2005 t/m 24-12-2005 | Hitnotering: 29-10-2005 t/m 24-12-2005 | Hitnotering: 29-10-2005 t/m 24-12-2005 | Hitnotering: 29-10-2005 t/m 24-12-2005 | Hitnotering: 29-10-2005 t/m 24-12-2005 | Hitnotering: 29-10-2005 t/m 24-12-2005 | Hitnotering: 29-10-2005 t/m 24-12-2005 | Hitnotering: 29-10-2005 t/m 24-12-2005 | Hitnotering: 29-10-2005 t/m 24-12-2005 | Hitnotering: 29-10-2005 t/m 24-12-2005 | Hitnotering: 29-10-2005 t/m 24-12-2005 |
| Week:                                  | 1                                      | 2                                      | 3                                      | 4                                      | 5                                      | 6                                      | 7                                      | 8                                      | 9                                      |                                        |
| -------------------------------------- | -------------------------------------- | -------------------------------------- | -------------------------------------- | -------------------------------------- | -------------------------------------- | -------------------------------------- | -------------------------------------- | -------------------------------------- | -------------------------------------- | -------------------------------------- |
| Positie:                               | 34                                     | 24                                     | 22                                     | 20                                     | 25                                     | 26                                     | 27                                     | 29                                     | 31                                     | uit                                    |